# 9823 Annantalová
9823 Annantalová è un asteroide della fascia principale. Scoperto nel 1971, presenta un'orbita caratterizzata da un semiasse maggiore pari a 2,3826694 UA e da un'eccentricità di 0,1322025, inclinata di 6,82081° rispetto all'eclittica.
L'asteroide era stato inizialmente battezzato 9823 Annatalová per poi essere corretto nella denominazione attuale.
L'asteroide è dedicato all'astronome slovacca Anna Antalová.